# Luossaberg
De Luossaberg, Zweeds: Luossavaara, Noord-Samisch: Luossavárri,  is een berg annex heuvel in het noorden van Zweden. De berg ligt ten noordwesten van de stad Kiruna en het Luossajärvi en is in het verleden voor een deel door LSAB afgegraven, omdat er vroeger ijzererts is gevonden. IJzererts is ook in de Kirunaberg aan de andere kant van de stad gevonden. De mijnbouw is inmiddels gestaakt en men gebruikt de berg nu voor een deel voor recreatieve doeleinden. Er wordt in de winter geskied. De berg is naar het meer genoemd, Luossa komt betekent zalmforel.